# 오스트레일리아 달러

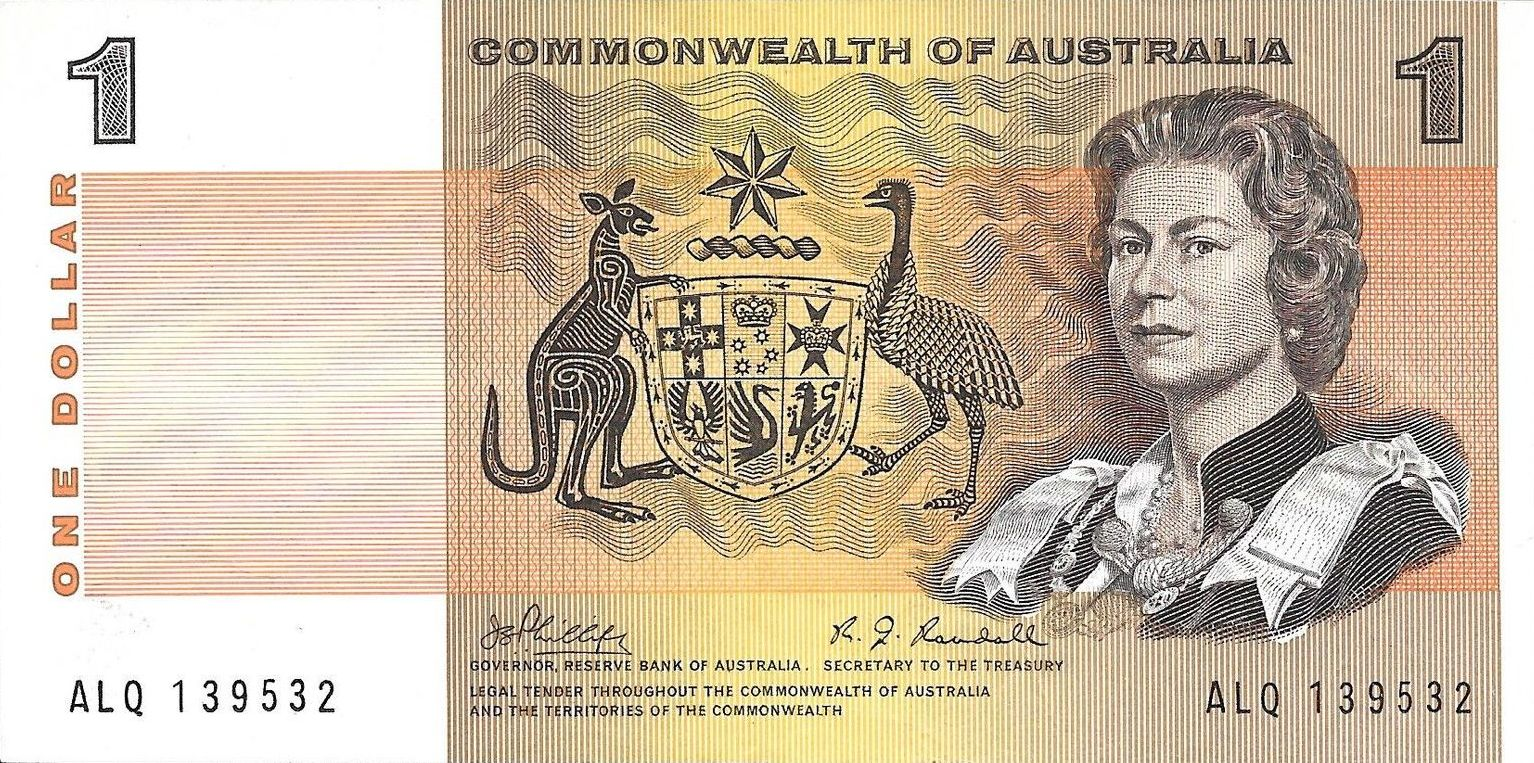
1966년에 디자인 된 오스트레일리아 달러의 도안

오스트레일리아 달러(Australian dollar)는 오스트레일리아, 크리스마스섬, 코코스 제도, 노퍽섬, 키리바시, 나우루와 투발루의 통화이다. 오스트레일리아 달러의 ISO 4217 코드는 AUD, $ 또는 A$ 나 AU$ 가 비공식적으로 많이 사용된다. 1 달러는 100 센트로 나뉜다.

## 역사
오스트레일리아 달러는 1966년 2월 14일에 처음으로 도입하였다. 오스트레일리아 달러는 오스트레일리아 파운드를 대체할 뿐만 아니라, 십진법 또한 도입하였다.

### 달러
1966년 2월 14일, 오스트레일리아 달러는 2달러 당 구 오스트레일리아 파운드이거나 10 실링 당 1 오스트레일리아 달러로 만들어졌다. 1967년, 오스트레일리아 달러는 사실상 처음으로 파운드 지역으로 남았다. 파운드는 1967년에 미국 달러에 저항하여 평가 절하하였을 때, 새 오스트레일리아 달러는 따라가지 않았다. 오스트레일리아 달러는 미국 달러와 동일한 비율으로 유지했다.

## 동전
1966년, 동전들은 1, 2, 5, 10, 20, 50 센트의 종류로 도입되었다. 1 달러 동전은 1984년에, 2 달러는 1988년에 도입되었다. 1 센트와 2 센트 동전들은 1991년에 생산과 통화가 중단되었다. 현금 거래는 그와 가까운 5 센트까지 통용되었고 소매상들은 취급하지 않게 되었다. 대부분의 사람들이 통화 체계를 바꾸면서, 대다수에게는 그만한 가치가 없을 생산이 중단된 동전들에 엄청난 양의 인세가 붙었다. 여왕 엘리자베스 2세의 초상이 새겨진 모든 동전들은 모두 오스트레일리아 왕립 조폐소에서 생산된다.
오스트레일리아는 정기적으로 50 센트 기념 주화를 발행해왔다. 첫 50 센트 기념 주화는 1970년에 캡틴 쿡의 오스트레일리아 대륙 동부 해안 탐험을 기념하는 것이고 1977년에는 여왕 엘리자베스 2세 즉위 25주년, 1981년에는 찰스와 다이애나 스펜서의 결혼, 1982년에는 브리즈번 코먼웰스 게임, 1988년에는 오스트레일리아 200주년을 기념하는 주화를 발행했다. 1990년대와 21 세기에는 수집가들의 요구에 부응해 발행량을 크게 늘렸다. 오스트레일리아는 또한 20 센트와 1 달러 동전을 기념동전으로 만들기도 한다. 또한 알루미늄/청동과 바이메탈 로 만든 5 달러 오스트레일리아 동전과 은과 금으로 만들어진 높은 단위의 동전들도 많이 있다. 이 동전들은 일반적으로 지불에 쓰이지는 않지만 여전히 법정 통화이다.
현재 오스트레일리아의 5, 10, 20 센트 동전들은 이전의 오스트레일리아와 뉴질랜드, 영국의 6 펜스, 실링, 2 실링 (플로린) 동전들과 크기가 동일하다. 1990년대에 영국은 그 동전들을 더 작은 것으로 교체했고, 뉴질랜드도 2006년에 5 센트 동전의 발행을 중단하며 같은 일을 했다. 15.55 그램의 무게와 31.53 밀리미터의 지름을 가진 오스트레일리아의 50 센트 동전은 현재 통화되고 있는 것 중에서 가장 큰 동전의 하나이다.

## 지폐

### 첫 번째 시리즈
첫 번째 오스트레일리아 달러 지폐는 1966년에 발행되었다. $1, $2, $10, $20 지폐들은 이전 파운드 지폐의 정확한 환율을 가지고 있었다. 5달러 지폐는 1967년에 대중이 십진제 통화에 익숙해진 후에 발행되었다. 5달러 지폐는 이전 파운드가 가진 통화 중에 같은 가치가 없었다. 1달러 지폐는 1984년에, 2달러 지폐는 1988년에 동전으로 대체되었다. 50달러 지폐는 1973년 처음 만들었고 100달러 지폐는 1984년에 발행되었다. 이유는 인플레 때문에 큰 단위가 필요하고 상거래가 편리해지기 때문이었다.

### 폴리머 시리즈
1988년, 오스트레일리아 연방 준비 은행은 플라스틱, 정확히 말하면 폴리프로필렌 폴리머 지폐 (오스트레일리아 지폐 발행국이 발행함), 오스트레일리아는 유럽인의 오스트레일리아 정착 200주년을 기념하여 발행하였다. 그 지폐는 투명창과 시각적으로 변하기 쉬운 제임스 쿡의 이미지를 안전 특징으로 넣었다. 오스트레일리아 은행권은 세계에서 최초로 그런 특징을 이용하는 나라였다.
오늘날 모든 오스트레일리아 지폐는 폴리머로 만든다.

## 오스트레일리아 달러의 가치
오스트레일리아 달러의 가치가 가장 높았던 때는 1984년 3월 14일, 1 오스트레일리아 달러 = 96.68 미국 센트의 비율이었다. 2001년에는, 1 오스트레일리아 달러의 가치는 50 미국 센트 밑으로 간 것은 이 때가 처음이었고 2001년 4월, 1 오스트레일리아 달러의 가치는 47.75 미국 센트에 도달했다.. 2008년 2월 28일, 오스트레일리아 달러는 23년 만에 미국 달러와 비교하여 1 오스트레일리아 달러 = 94.98 미국 센트 비율에 이르렀다.
1966년, 오스트레일리아 달러가 도입되었을 때, 국제 금본위제도는 아직도 운영하고 있었다. 이때 오스트레일리아 달러의 가치는 980 밀리그램의 금이었으나 2008년 2월, 오스트레일리아 달러의 가치는 30 밀리그램의 금이었다.

## 외환시세 정책
오스트레일리아 정부는 영국 파운드 화가 지니고 있는 가치의 견고함과 더불어 지금껏 있어왔던 양국의 역사적 관계를 반영하여 영국 파운드에 화폐 대비 기준을 우선한다. 1946년에서 1971년까지 오스트레일리아는 브레튼우즈 체제 하에서 미국 달러에 그 기준을 최우선하였지만 1967년에 이르기까지 사실상 영국 파운드와 더 효과적으로 화폐 가치가 비교되었다. 1971년 브레튼 우즈 체제가 붕괴하자 오스트레일리아 정부는 미국 달러에 대한 고정환율을 변동환율제로 변경하였다. 1974년 가을 화폐 체계는 전격적으로 TWI 지수(무역에 관련한 가중치 지수)라고 불리는 통화바스켓으로 가격 기지를 바꿨다. 이는 오스트레일리아 달러가 미국 달러에 대해 가치 혼란이 빈번하게 일어남을 막고자 함에서 고안되었다. TWI 지수는 1976년 11월 변동환율로 전환되었으며 이에 따라 오스트레일리아 달러가 일정한 주기에 따라 변형되도록 하였다. 1983년 12월 노동당이 이끄는 정부 때 이러한 변동환율제가 이루어졌다. 이 때부터 오스트레일리아 달러 가치의 변화는 자국의 무역 수지에 따라 일정 주기를 보이게 된다. 수십 년간의 결과로 미루어보면 광물이나 농작물의 시장 상황에 따라 달러의 강약세가 나타난다. 따라서 세계 경제가 일대 호황을 맞게 되면 덩달아 오스트레일리아 달러도 연이어 상승세를 보이며 반대로 광물 시장이 불황이거나 하면 약세가 된다. 높은 변동률과 금리 스왑, 화폐의 통용을 바탕으로 오스트레일리아 달러는 세계 무역 시장에서 거래되는 화폐 중 가장 많이 쓰이기도 한다. 이는 오스트레일리아가 세계 경제에서 차지하는 비중으로 볼 때 화폐는 훨씬 이용 폭이 넓은 편에 속한다고 할 수 있다. (전 세계 경제의 2% 차지)

## 환율

### 환율 역사

호주 달러로 1유로의 비용.

1983년 이전에 호주는 고정환율을 유지했다. 오스트레일리아 파운드는 1910년부터 영국 파운드 또는 A£1 = UK£1와 동등했다. 1931년부터 A£1 = UK£0.8 또는 16 실링 스털링으로 평가절하되었다. 이것은 영국 파운드화의 안정성에 대한 견해뿐만 아니라 역사적 유대관계를 반영했다.

## 같이 보기
- 달러

## 참조

### 인용
1. ↑  Reserve Bank of Australia, 2007년 12월
2. ↑  “Dollar hits 23-year high”. 《The Age》 (영어). 2007년 10월 12일. 2007년 10월 12일에 확인함.
3. ↑  “Global risk weighs on Howard's agenda”. 《CNN》 (영어). 2001년 11월 12일. 2007년 10월 26일에 확인함.
4. ↑  “Aussie dollar eyes US95c barrier”. 《The Australian》 (영어). 2008년 2월 29일. 2008년 3월 3일에 원본 문서에서 보존된 문서. 2008년 2월 28일에 확인함.
5. ↑  “Digital Gold Currency Standards Consortium” (영어). 2008년 2월 28일에 확인함.